# Rue Gray
La rue Gray (en néerlandais : Graystraat) est une rue des communes bruxelloises d'Etterbeek et d'Ixelles. Son nom rend hommage à l'ingénieur britannique Thomas Gray (en), confrère de John Cockerill.

## Situation et accès
La rue Gray débute place Jourdan à Etterbeek, commune qu'elle quitte après avoir croisé la rue de l'Orient pour continuer à Ixelles, où elle passe sous la ligne de chemin de fer 161 et sous l'avenue de la Couronne (pont Gray-Couronne) pour se prolonger jusqu'au croisement avec les rues de la Digue et Dillens, où elle devient la rue des Cygnes.
Cette voie, établie dans la vallée du Maelbeek, suit en grande partie le cours de ce ruisseau canalisé et voûté en 1872 et la numérotation de ses immeubles va de 1 à 237 du côté impair, et de 4 à 312 du côté pair.
Elle est accessible par le bus 59 aux arrêts Wery, Natation (Zwemkunst) et Étangs (Vijvers) et les bus 60, 80 et Noctis N06 à l'arrêt Étangs.

## Bâtiments remarquables
- no 182 : logements sociaux du 182.